# زوراب جاپاریدزه
زوراب گیرچی جاپاریدزه (گرجی: ზურაბ ჯაფარიძე؛ متولد ۱ ژانویه ۱۹۷۶)از بنیانگذاران یک حزب لیبرترینیسم در گرجستان به نام گیرچی است که با پیروزی در انتخابات مجلس ۲۰۱۲ تا ۲۰۱۶ نماینده هشتمین دوره مجلس گرجستان بود.
وی با آرای حزب جنبش ملی متحد (UNM) وارد مجلس شد، که در ماه مه ۲۰۱۵ آن حزب را ترک کرد. در ژوئن ۲۰۱۳، وی یکی از نامزدهای این حزب برای ریاست جمهوری بود.